# 우크라이나 국방부 정보총국
우크라이나 국방부 정보총국(우크라이나어: Головне управління розвідки Міністерства оборони України 홀로우네 우프라울린냐 로즈비드키 미니스테르스트바 오보로니 우크라이니[*], ГУР МОУ)은 방첩과 정보전을 담당하는 우크라이나 국방부의 직할 부서이다. 우크라이나 국방부 정보총국은 우크라이나 국방부 직할의 부서이며, 우크라이나군 소속, 또는 산하의 부서가 아니다.
주 임무로는 대내외 정보 수집, 국방부 장관에 대한 보좌, 방첩 등의 업무부터 안보 상황을 평가하고 장기적인 계획의 수립, 관련 민감한 정책을 전산화하거나 보안망을 구축하는 등의 업무가 있으며, 이들의 활동 범위는 《우크라이나 국방부 명령 346호》에 기술되어 있다.
표어는 '지혜가 힘을 이긴다'(라틴어: Vincit Solevtia Vives)는 뜻의 라틴어 구절이다.
심리전은 적의 사기나 전투 의지를 약화시키고 아군의 사기를 강화시키기 위한 활동으로 상대의 허위조작 정보 공격이나 프로파간다 프레임화에 대한 방어를 제공하며 이는 자국의 정치적 정당성, 체제, 질서를 유지하는 데 도움을 준다. 러시아의 우크라이나 침공은 정보전과 심리전이 공격과 방어의 수단으로 기능하는 양상을 보여줬다. 우크라이나는 러시아의 크림 반도 병합 이후 허위조작 정보 공격에 조직적인 대비를 진행해왔다.
2014년부터 본격화된 우크라이나와 러시아 간의 분쟁 속에서 러시아에 대한 방첩과 하이브리드전 수행의 주축을 맡은 부처로, 러시아의 하이브리드전과 간첩활동, 사보타주 활동 등의 영향을 제한시키는 데에도 크게 기여했다.

## 같이 보기
- 우크라이나 보안국

## 참고 문헌
- Карпов, Віктор Васильович (2007). “Заохочувальні відзнаки Головного управління розвідки Міністерства оборони України” (PDF). 《Військово-історичний альманах》 (Центральний музей Збройних сил України) 2 (15): 144-148.
- 윤정현 (2022년 4월 21일). “2022년 러시아-우크라이나 전쟁에 나타난 전장의 진화: 무인화, 기동화, 네트워크화”. 《이슈브리프》 (국가안보전략연구원) (348).
- 설인효; 배학영 (2016년 12월). “우크라이나 전쟁과 미래전: 인도-태평양 지역 및 한반도에 대한 함의”. 《국방연구》 (국방대학교 출판부) 59 (4): 75-110.